# Paul Jäkel

Paul Jäkel

Paul Jäkel (* 7. April 1890 in Kleinhelmsdorf bei Liegnitz; † 12. Februar 1943 bei Mitschurinsk) war ein deutscher Politiker (KPD) und Gewerkschafter (RGO).

## Leben und Wirken
Jäkel, Sohn einer Heimarbeiterfamilie, besuchte von 1896 bis 1904 die Volksschule in Chemnitz. Er erlernte anschließend bis 1908 das Maurerhandwerk. Danach arbeitete er in seinem Beruf. 1908 schloss Jäkel sich der Sozialdemokratischen Partei Deutschlands (SPD) an. Von 1912 bis 1918 leistete Jäkel Militär- und Kriegsdienst und nahm am Ersten Weltkrieg teil. Jäkel war als Angehöriger der Kriegsmarine bei der Küstenartillerie in Belgien stationiert. Anfang November 1918 war er Mitglied des Arbeiter- und Soldatenrates in Belgien.
Ende November 1918 kehrte Jäkel nach Chemnitz zurück, wo er sich der Unabhängigen Sozialdemokratischen Partei Deutschlands (USPD) anschloss. 1919 trat er zur Kommunistischen Partei Deutschlands (KPD) über. Er arbeitete nach dem Krieg zunächst in Dresden wieder als Maurer. 1921 wurde er hauptamtlicher Funktionär in der Gewerkschaft, dann in der KPD. 1920 wurde er zum Zweiten Vorsitzenden des Verbandes der ausgeschlossenen Bauarbeiter in Chemnitz gewählt. Jäkel nahm Ende 1922 als Delegierter am II. Kongress der Roten Gewerkschafts-Internationale (RGI) in Moskau teil. Nachdem der Verband der ausgeschlossenen Bauarbeiter aufgelöst und seine Mitglieder in die Freien Gewerkschaften zurückgeführt worden waren, wurde Jäkel 1924 Leiter der KPD-Gewerkschaftsabteilung und Mitglied des Sekretariats der Bezirksleitung Erzgebirge-Vogtland. Im Frühjahr 1930 wurde Jäkel Leiter der neugebildeten Bezirksleitung Sachsen der Revolutionären Gewerkschafts-Opposition (RGO) in Leipzig und Mitglied der Bezirksleitung Sachsen der KPD. Im Februar 1931 wurde er Sekretär für Gewerkschaftsfragen der Bezirksleitung Sachsen der KPD. 1932 beorderte ihn das ZK nach Berlin, wo er in der RGO eine führende Position einnahm. Von November 1932 bis März 1933 gehörte Paul Jäkel für seine Partei als Abgeordneter für den Wahlkreis 29 (Leipzig) dem Reichstag an.
Nach der „Machtergreifung“ der Nationalsozialisten blieb Jäkel zunächst Leiter der RGO in Sachsen, emigrierte dann im Juli 1933 in die Tschechoslowakei, wo er unter dem Decknamen Jan Dietrich die Grenzarbeit der RGO leitete. Im Januar 1934 ging Jäkel in die Sowjetunion und war bis 1937 als Sekretär bei der RGI und anschließend in der deutschen Sektion der Komintern tätig. Im Oktober 1941 wurde Jäkel nach Ufa evakuiert und war dort für die Betreuung von Emigranten verantwortlich. Er arbeitete zudem als Politinstrukteur unter deutschen Kriegsgefangenen. Jäkel starb am 12. Februar 1943 in einem Kriegsgefangenenlager in Mitschurinsk an Typhus.

## Ehrungen
Heute erinnert unter anderem die Paul-Jäkel-Straße in Chemnitz an Jäkels Leben und politische Tätigkeit.